# Jessica Sonia Cremer
Jessica Sonia Cremer (* in Velbert) ist eine deutsche, in Berlin wohnende Theaterregisseurin.

## Leben und Werk
Jessica Sonia Cremer studierte von 1999 bis 2005 Japanologie und Kunstgeschichte an der Ruhruniversität Bochum und arbeitete seit 2003 als Regieassistentin im Sprechtheater u. a. an den Theatern Oberhausen, Grillo-Theater Essen und an den Wuppertaler Bühnen. Ab 2010 führte sie wiederholt am Landestheater Detmold Regie. Dort wurden ihre Inszenierungen von Heiner Müllers "Philoktet" (SZ 2012) und Felicia Zellers "X Freunde" (SZ 2017) für den Theaterpreis der Lippischen Landeszeitung als beste Inszenierung der jeweiligen Spielzeit nominiert. In der Spielzeit 2015/2016 inszenierte sie Für das Landestheater Detmold Oliver Bukowskis "Der Heiler" und erhielt für diese Inszenierung den ersten Platz beim Monospektakel VII in Reutlingen. Auch ihre Inszenierung von "Konstellationen" (Nick Payne) am Theater Ulm erhielt 2019 eine Nominierung für den Ulmer Theaterpreis. 2020 hatte ihre Inszenierung "Sprachlos die Katastrophen im Bereich der Liebe" von Henriette Dusche Uraufführung.